# Łososina
Die Łososina ist ein 56 km langer linker Zufluss des Dunajec in der Woiwodschaft Kleinpolen in Polen.

## Geografie

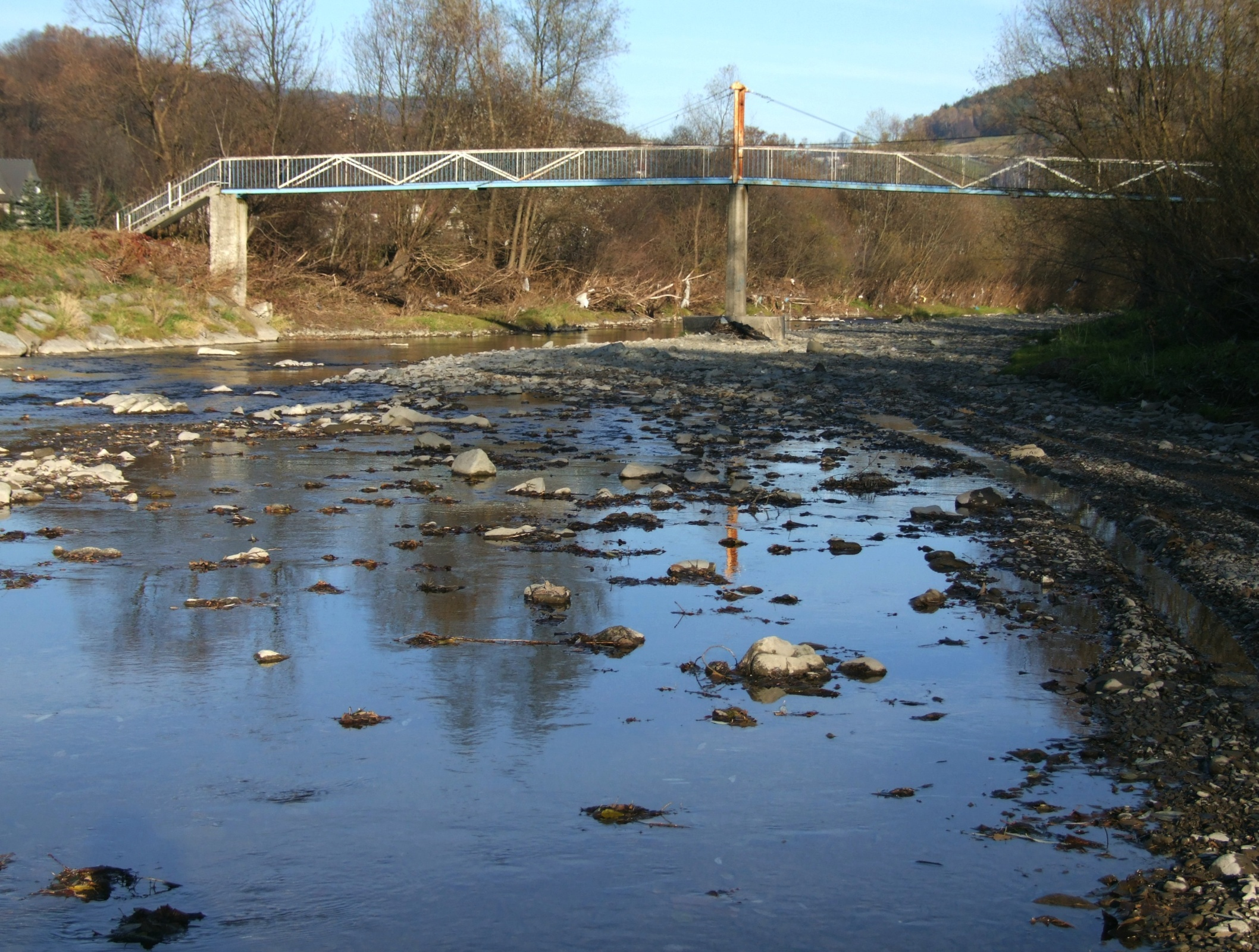
Die Łososina bei Piekiełko

Der Fluss entspringt an dem Berg Jasień in den Inselbeskiden auf einer Höhe von rund 760 m, fließt zunächst nach Nordosten und wendet sich bei Tymbark, wo er die Czarna Rzeka aufnimmt, nach Osten, fließt etwas nördlich an Limanowa vorbei, nimmt dabei die Sowlinka auf, durchquert die Gemeinde Łososina Dolna und setzt seinen Lauf in nordnordöstlicher Richtung bis zu seiner Mündung in den Dunajec im Stausee Jezioro Czchowskie fort.
Das Einzugsgebiet wird mit 410,6 km² angegeben.